# Pierre Lecuire
Pierre Lecuire, né le 18 mai 1922 à Toulon et mort le 2 juin 2013 à Paris,, est un poète et éditeur français.

## Biographie
Il entre à École normale supérieure, promotion 1943. Il milite pour le « livre » considéré comme œuvre d'art de premier ordre. Il publie des ouvrages poétiques illustrés, peints ou gravés par Nicolas de Staël, André Lanskoy, Geneviève Asse, Véra Pagava.
Henry Bouillier organise une exposition majeure de Pierre Lecuire, en 1977, à la Maison française d’Oxford, en Angleterre. La BNF réalise à son tour, du 9 octobre 2001 au 13 janvier 2002, une exposition des œuvres de Pierre Lecuire et Mila Gagarine à la Galerie Mansart, site Richelieu.

## Œuvres
- Voir Nicolas de Staël, 1953
- Maximes, Lithographie de Nicolas de Staël, 1955
- Consul constant, dix poèmes inédits de Pierre Lecuire, neuf eaux-fortes originales d'Alain de la Bourdonnaye, 1958
- Dédale, 22 eaux-fortes originales d'André Lanskoy, 1960
- Règnes', illustrations de Étienne Hajdu, 1961
- L'Air, poème, gravures de Geneviève Asse, 1964
- L'Art qui vient à l'avant, 1965
- Hommage à Giorgio Morandi, sonnets, gravures de Geneviève Asse, 1966
- La Nuit bleue, illustrations de Aguayo, 1968
- Litres, illustrations de Geneviève Asse, 1969
- Le Livre des Livres, Vingt-deux poèmes inédits, vingt-deux gravures originales de Fermin Aguayo, Geneviève Asse, César, 1974
- Pasagardes, suivi de Une Campagne d'Ispahan, gravures de Vera Pagava, 1977
- Poèmes métaphysiques, illustrations de Vera Pagava, 1979
- Le Livre des Livres II, avec 30 gravures originales de Armitage, Asse, Bazaine..., 1982
- Hommage à Christopher Hewett, textes de François Chapon et Pierre Lecuire, 1984
- Déserts, cinq pointes-sèches originales de Brigitte Simon, 1984
- Bestiaire, illustrations de Pierre Tal Coat, 1985
- Le livre réfléchi, illustrations de 7 signes de Zao Wou Ki, 1987
- Autoportrait, F. Da Ros, 1988
- Livre de ballets, illustrations de deux pointes sèches de Geneviève Asse, J. Hugues, 1993
- Poèmes métaphysiques, 1981
- Le livre des portes, avec François Rouan, Éditions des Livres de Pierre Lecuire, 1997
- Iblis, poème inédit de Pierre Lecuire, 3 burins originaux de Fermin Aguayo, 1976
- Portraits & autoportrait, 1988
- Art poétique, neuf pointes-sèches de Geneviève Asse, 1995
- Sonnets funèbres, burins d'Aguayo, 1975